# 新宿医療専門学校
新宿医療専門学校（しんじゅくいりょうせんもんがっこう）は、東京都新宿区にある専門学校。設置母体は学校法人小倉学園。姉妹校は群馬自動車大学校、東京自動車大学校、早稲田美容専門学校がある。また、産業能率大学の情報マネジメント学部（通信制課程）への進学（併修）の道を選択することも可能である。その場合、学士号取得コースを選択し所定の課程を修めることができれば、学士（マネジメント）の学位が授与される。

## 沿革
- 2004年1月23日　設置認可。
- 2004年4月1日 2002年に廃校となった旧四谷第二中学校の跡地に開校。
- 2004年4月1日 同時に、付属四谷左門町鍼灸院、付属左門町鍼灸施術所そして付属左門町柔道整復施術所を開設。
- 2005年9月1日 「付属左門町鍼灸施術所」を付属四谷左門町鍼灸施術所に、「付属左門町柔道整復施術所」を付属四谷左門町柔道整復施術所へ改称。
- 2009年4月1日 学校法人小倉学園付属四谷整形外科・内科医院を開院。
- 2009年9月1日 「学校法人小倉学園付属四谷整形外科・内科医院」を学校法人小倉学園付属四谷整形外科リハビリテーションクリニックへ改称。
- 2015年4月1日 新宿鍼灸柔整専門学校から新宿鍼灸柔整歯科衛生専門学校へ校名を変更。
- 2015年4月1日 歯科衛生学科を増設。
- 2019年4月1日 新宿鍼灸柔整歯科衛生専門学校から新宿医療専門学校へ校名を変更。

## 学科
※2022年度実績
- 鍼灸学科
  - 一部制：09:00～14:30（定員 60名）

- 柔道整復学科
  - 一部制：09:00～14:30（定員 90名）
- 歯科衛生学科
  - 午前部：09:00～12:15（定員 60名）
  - 午後部：13:00～16:15（定員 60名）

## 学資支援制度（返済不要）
- 入学金20万円減免
- 授業料80万円減免（3年間）

## 入学選考制度
- AO入学選考
対象者：高校生、一般、社会人
選考方法：書類審査、面談

- 一般入学選考
対象者：高校生、一般、社会人対象
選考方法：書類審査、小論文、面談

- 推薦入学選考
対象者：高校生（3年生）
選考方法：書類審査、面談
検定料：免除

- 特待生入学選考
対象者：高校生、一般、社会人
選考方法：書類審査、一般教養（生物、現代文）、小論文、面談
3年間の授業料：2,250,000円

## 附属施設
- 附属左門町鍼灸院
- 附属左門町接骨院
- 学校法人小倉学園附属　四谷整形外科リハビリテーションクリニック
- GENKI NEXT 介護センター
- 左門町医院（閉院）

## 取得できる資格
- はり師試験・きゅう師試験受験資格
- 柔道整復師試験受験資格
- 歯科衛生士試験受験資格

## 卒業生
- ミスターちん（タレント、俳優）